# Лаинате
Лаинате (итал. Lainate) је насеље у Италији у округу Милано, региону Ломбардија.
Према процени из 2011. у насељу је живело 25011 становника. Насеље се налази на надморској висини од 182 м.

## Становништво
| 1931. | 1936. | 1951. | 1961. | 1971.  | 1981.  | 1991.  | 2001.  | 2011.  |
| ----- | ----- | ----- | ----- | ------ | ------ | ------ | ------ | ------ |
| 5.186 | 5.448 | 6.758 | 9.408 | 15.702 | 18.801 | 21.320 | 23.660 | 25.054 |